# Careproctus furcellus
Careproctus furcellus es un pez de la familia Liparidae. Fue descripto por Charles Henry Gilbert y Charles Victor Burke en 1912.
Esta especie marina puede crecer hasta 54 centímetros de longitud. Es depredado por el halibut negro de Groenlandia Reinhardtius hippoglossoides. Vive entre los 98 y 1270 metros de profundidad; se encuentra frente a las costas de Kushiro, en Japón, también en el mar de Ojotsk y mar de Bering.
Careproctus furcellus es batidemersal e inofensivo para el ser humano.

### Lectura recomendada
- Anònim, 2001. Base de dades de la col·lecció de peixos del National Museum of Natural History (Smithsonian Institution). Smithsonian Institution - Division of Fishes.
- Wu, H.L., K.-T. Shao i C.F. Lai (eds.), 1999. Latin-Chinese dictionary of fishes names. The Sueichan Press, Taiwán.
- Kido, K., 1988. Phylogeny of the family Liparididae, with the taxonomy of the species found around Japan. Mem. Fac. Fish. Hokkaido Univ. (35)2:125-256.
- Masuda, H., K. Amaoka, C. Araga, T. Uyeno i T. Yoshino, 1984. The fishes of the Japanese Archipelago. Vol. 1. Tokai University Press, Tòquio, Japó. 437 p.
- Nelson, J.S., E.J. Crossman, H. Espinosa-Pérez, L.T. Findley, C.R. Gilbert, R.N. Lea i J.D. Williams, 2004. Common and scientific names of fishes from the United States, Canada, and Mexico. American Fisheries Society, Special Publication 29, Bethesda, Maryland, Estats Units.
- Orlov, A.M., 1998. Demersal ichthyofauna of Pacific waters around the Kuril islands and Southeastern Kamchatka. Russ. J. Mar. Biol. 24(3):144-160.
- Orlov, A. M., 2000. Groundfish feeding habits and trophic relations on the western Bering Sea continental slope. P. 387-388. A: The Third World Fisheries Congress Abstracts Book. Beijing, la Xina.
- Quast, J.C. i E.L. Hall, 1972. List of fishes of Alaska and adjacent waters with a guide to some of their literature. U.S. Dep. Commer., NOAA Tech. Rep. NMFS SSRF-658, 47 p.